# Bored (песня Билли Айлиш)
«Bored»(с рус. скучающий) — песня американской певицы Билли Айлиш, которая позже была добавлена в саундтрек телесериала «13 причин почему». Песня в жанре средне темповой поп- баллады была написана братом певицы, американским актёром и музыкантом Финнеасом Бэрдом О’Коннеллом, американским гитаристом, автором песен и продюсером Ароном Форбсом и американским музыкантом Тимом Андерсоном. Хотя критики сочли песню легко забываемой, она получила золотой сертификат в США, Мексике, Австралии и Польше. Музыкальный видеоклип был выпущен 26 июня 2017 года. В песне рассказывается об отношениях с кем-то, кто неуважителен и не заботится о чьих-либо чувствах или потребностях. Билли пыталась изменить их образ жизни, но её попытки были тщетны. Билли исполняла песню в своих концертных турах Where’s My Mind Tour и When We All Fall Asleep Tour в 2018 и 2019 годах.

## Музыкальное видео
Клип на песню был выпущен 26 июня 2017 года. На ней изображена Айлиш в синем наряде, танцующая вокруг длинной лестницы с колонками. Эти бесконечные лестницы олицетворяют любовные отношения, которые никуда не ведут. Клип получил положительные отзывы.

## Сертификации
| Регион | Сертификация | Продажи |
| --- | ------------ | ------- |
| Австралия (ARIA) | Золотой      | 35 000  |
| Мексика (AMPROFON) | Золотой      | 30 000  |
| США (RIAA) | Золотой      | 500 000 |
| * Данные о продажах приведены только на основе сертификации. · Данные о продажах + прослушиваниях приведены только на основе сертификации. |              |         |